# N3rdistan
 (mai 2019).
N3rdistan est un collectif de musique créé en 2014 entre le Maroc et le sud de la France. Leur style musical est une fusion de rap, rock, trip hop et de poésies avec des influences gnaoua.
Créé par Walid Ben Selim, rejoint par Widad Brocos, Cyril Canerie, Khalil Hentati (Epi), Nidhal Jaoua, Benjamin Cucciarra, Olivier Chevoppe, Nazim Mouley, Omar Sabrou et d’autres artistes d’univers divers, il s’est formé en 2014 pour donner un de leurs premiers concerts sur la scène du Elmediator.
Considéré comme « l’avenir de la musique alternative marocaine » dans un article du quotidien marocain Libération, N3rdistan se caractérise par la mise en musique des textes signés de grands poètes des siècles des lumières arabes tels que Al Maari, Ibn Zeydoun et d’autres plus contemporains comme Nizar Kabbani ou Gibran Khalil, ainsi que de leur propres textes en darija et arabe classique. N3rdistan est connu pour ses revendications et ses aspirations à la liberté et l’égalité sociale.[Interprétation personnelle ?],

## Biographie

### Origines
La rencontre entre les deux fondateurs du collectif Walid Ben Selim et Widad Brocos remonte à la fin des années 2000 lorsqu'ils étaient au lycée à Casablanca. Walid Ben Selim crée un groupe de rap dénommé Thug gang et cherchent une fille pour changer la vision du rap marocain, à ses débuts en ces années là. La première rencontre se fait autour d’un ballon de basket puisque leurs lycées respectifs s’entrainaient ensemble.
Le trio est rejoint par deux autres figures de la scène hip hop, Koman et Koukoulam, et seront vainqueurs de la catégorie rap/hiphop au tremplin L’Boulevard en 2001.
En 2002 Walid et Widad poursuivent leurs études post bac à Perpignan où ils vont prendre des chemins musicaux différents sans jamais cesser de collaborer. Walid intègre Celsius un groupe rock métal aux sonorités orientales et prête sa voix au groupe The Unknown project entre 2004 et 2008. De 2003 à 2008, Widad Brocos se tourne vers les percussions africaines (djembe et dundun).

### Début
Après un premier concert à Perpignan sur la scène du ElMediator, le groupe part au Maroc pour la première édition du salon Visa For Music en novembre 2014. Ils obtiennent un grand succès au Théâtre national Mohammed-V à Rabat, comme évoqué par le média ONORIENT. Ce passage est décisif dans la jeune carrière du groupe[Interprétation personnelle ?] qui est programmé aux Inouïs Musiques Urbaines au Printemps de Bourges 2015 et partira sillonner les scènes à l’international,.

### Le nom du collectif
N3rdistan prononcé Nerdistan s’écrit en leet speak et est une contraction de deux termes : « nerd » qui est un qualificatif qui désigne une personne passionnée des sciences numériques et « istan » qui est un suffixe désignant un lieu en persan. Le nom du collectif est un hommage à la liberté sur internet

## Styles musicaux

### Style
Musicalement, N3rdistan est un groupe qui ne se cantonne pas dans un style unique. Il tire sa singularité de sa capacité à naviguer avec aisance entre les styles. Du rap au rock en passant par le trip hop, des envolées lyriques de Walid Ben Selim au flow abrasif de Widad sous l’influence de la transe gnaoua ou des ballades électro.
Le groupe se réclame de plusieurs influences dont : le Rap US des 90’s, Public Enemy, Rage Against the Machine, Massive Attack, Amon Tobin ainsi que Nass El Ghiwane ou Lemchaheb.

### Poésies et frontières
En 2011, Walid voyage à travers le monde et entame sa recherche sur les textes poétiques anciens, notamment Al Maari et son recueil Rissalate Al ghoufrane qu’il chante en Inde à l’invitation de Sajitha R. Shankar (en), dans sa résidence artistique Gowri Art Institute. À son retour, il se concentre sur le mélange de genre, entre poésie et musique électronique. le premier morceau de poésie nait en 2012, dans un petit village des Pyrénées-Orientales, mettant en musique la poésie de Ahmed Matar Tafaha Lkayl. 
En parallèle, un texte du IXe siècle de Abd al-Malik ibn Quraib al-Asmai sera l’élément déclencheur chez Widad qui l’entend pour la première fois et est saisie par le flow de la poésie et la partage avec Walid qui la met au défi de l’apprendre. Défi relevé et musique composée dans la foulée, le morceau « Safir » est présent dans le premier album éponyme du Groupe.

## Thèmes

### Textes
Le fil conducteur dans la musique de N3rdistan est la place centrale occupée par la poésie. Pour Walid Ben Selim, les poètes ont occupé une place importante dans les sociétés dites orales et ont « la même estime et le respect qu’on accorde aux prophètes »
- Al Akharoune (intro) : Extraits des films Le Dictateur, Network : Main basse sur la télévision et de pièces de théâtre telles que Huis clos, Attila et d’autres. Al Akharoune (les autres) est un hommage à tous les poètes que le N3rdistan met en scène.
- Maliha / Amers Nizar Qabbani : Tirée de la poésie « Notes dans le cahier de la défaite هوامش على دفتر النكسة » de Nizar Qabani / 1967, critique virulente de la société arabe dans son ensemble. Auto-critique de l'indétermination du monde arabe et de ses nombreuses erreurs.

- Ana wa anti Nazek El Malaeka, poétesse irakienne. La chanson est tirée d’un poème intitulé « à Soha », une déclaration de droit à l’auto-détermination.

- Hor Gibran Khalil Gibran : Grande figure de la poésie, philosophie et peinture arabe, Gibran est un celui qui influencé toute la mouvance de la poésie libre, « Hor » libre est tiré de son recueil « Merveilles et curiosités » البدائع والطرائف

- Ya Ouma Al Maari / Xe siècle : Surnommé le poète des philosophes et le philosophe des poètes, Abu al Alaa Al Maari est un grand poète connu pour sa virtuosité, pour l'originalité et le pessimisme de sa vision du monde. Ses poèmes philosophiques sont construits sur la base d’une tristesse existentielle profonde, faisant du pessimisme une ligne de conduite et le départ de toute réflexion philosophique. Critique virulent de sa génération et de l’humanité globalement, il était au IXe siècle déjà un végétalien convaincu et l'avocat de la justice sociale et de l'action, Al-Maari pensait que les enfants ne devraient pas être conçus, afin d'épargner aux générations futures les douleurs de la vie.[Interprétation personnelle ?] En novembre 2007, son œuvre était interdite d’exposition au Salon international du livre d'Alger (SILA) sur ordonnance du ministère des Affaires religieuses et des Wakfs algérien[14].

### Pochette album
Illustrée par Omar Sabrou, cette pochette définit l’univers et la philosophie du N3rdistan. On y voit Walid et Widad, enfants et d’autres personnages en exode vers un ailleurs, guidés par l’étoile du N3rdistan, trainant derrière eux des maisons volantes, image du lègue culturel et artistique passé ou ce qu’il en reste. Les protagonistes du N3rdistan se définissent comme des exilés en transition, en quête d’un monde meilleur où le vivre ensemble serait la norme[Interprétation personnelle ?] et « l’amour comme foi et religion » Ibn Arabi.[source insuffisante]

## Discographie
N3rdistan a sorti son premier album éponyme en février 2019 sous le label Le Rocher
| N°  | Titre                           | Durée      |
| --- | ------------------------------- | ---------- |
| 1.  | Al Akharoune (intro)            | 2 min 29 s |
| 2.  | Ana wa Anti (Nazek Al Mala'ika) | 4 min 57 s |
| 3.  | Bla bik                         | 5 min 33 s |
| 4.  | Maliha (Nizar Kabbani)          | 4 min 59 s |
| 5.  | Joud                            | 4 min 19 s |
| 6.  | Hor (Gibran Khalil)             | 4 min 59 s |
| 7.  | Hada Houwa L7al                 | 4 min 40 s |
| 8.  | Tafaha lkayl (Ahmad Matar)      | 4 min 49 s |
| 9.  | Sarab                           | 3 min 32 s |
| 10. | Rari (intermed)                 | 2 min 16 s |
| 11. | Safir ( Al Asmaï)               | 2 min 54 s |
| 12. | Pensées (Verlaine)              | 3 min 37 s |
| 13. | T3ich w tchouf                  | 5 min 5 s  |
| 14. | Toub                            | 3 min 22 s |
| 15. | Hwal Nass                       | 5 min 3 s  |
| 16. | Ya Ouma ( Al Maari)             | 3 min 4 s  |